# Pasir Putih (Ranto Peureulak)
Pasir Putih is een bestuurslaag in het regentschap Aceh Timur van de provincie Atjeh, Indonesië. Pasir Putih telt 699 inwoners (volkstelling 2010).